# Mohamed Ali Yacoubi
Mohamed Ali Yacoubi (arabisch محمد علي اليعقوبي, DMG Muḥammad ʿAlī al-Yaʿqūbī; * 5. Oktober 1990 in Tunis) ist ein tunesischer Fußballspieler.

## Karriere

### Verein
Yacoubi erlernte das Fußballspielen unter anderem in der Nachwuchsabteilung von Jeunesse Sportive Kairouanaise und wurde hier 2009 zum Profispieler. Anschließend spielte er der Reihe nach für die Vereine Club Africain Tunis und Espérance Tunis.
Zum Sommer 2016 wechselte er zum türkischen Erstligisten Çaykur Rizespor. Nachdem dieser Verein zum Sommer 2017 den Klassenerhalt der Süper Lig verfehlt hatte, wechselte Yacoubi zu Al-Fateh SC.

### Nationalmannschaft
Yacoubi debütierte 2014 für die tunesische Nationalmannschaft.